# Abu Mansur Daghighi
Abu Mansur Mohammad Daghighi (Dakiki) (data urodzenia nieznana, zm. między 976 a 981 w Tusie) – perski poeta.
Był cenionym lirykiem oraz autorem panegiryków sławiących różnych Samanidów i innych władców. Próbował stworzyć wierszowaną kronikę - epopeję o dziejach Persji, której fragment składający się z około tysiąca dwuwierszy poświęconych historii przed-islamskiego Iranu i legendom związanym z rozwojem zoroastryzmu został później włączony przez Ferdousiego do jego utworu Szahname. Został zamordowany przez tureckiego niewolnika.